# Rich & Famous
Rich & Famous è un EP pubblicato dalla band heavy metal tedesca Accept nel 2002.

## Tracce
1. Rich and Famous
2. Breaker
3. Writing on the Wall

## Formazione
- Udo Dirkschneider: voce
- Wolf Hoffmann: chitarra
- Peter Baltes: basso
- Stefan Kaufmann: batteria